# Kannabivarin
A kannabivarin vagy kannabivarol (CBV) egy nem-pszichoaktív kannabinoid, amely kis mennyiségben található  meg a kenderben (Cannabis sativa).
A   kannabinol (CBN) analógja, de oldallánca két CH2 csoporttal rövidebb.
A CBV a tetrahidrokannabivarin (THCV, THV) oxidációs terméke.

## Lásd még
- Cannabis

## Külső hivatkozások
- Erowid